# Rosa Quintana
Rosa María Quintana Carballo (Brión, la Corunya, 1959) és una biòloga, i política gallega del Partit Popular de Galícia.

## Trajectòria
Posseeix un doctorat en biologia i va exercir diversos càrrecs en el Partit Popular Gallec, presidit per Manuel Fraga.
Va ser delegada territorial de la Conselleria de Pesca a Vigo des de 1997 a 2001, directora general d'Innovació de la mateixa Conselleria a partir de 2001 i fins a 2005.
Va ser la número deu en la llista del PP al Parlament de Galícia en les eleccions de 2009. Va formar part del nou govern de la Xunta de Galícia presidida per Alberto Núñez Feijóo en qualitat de consellera del mar.
El gener de 2012 va ser nomenada consellera de Medi Rural i del Mar. Va ser triada diputada del Parlament de Galícia en les eleccions autonòmiques de 2012.

## Publicacions
- Contribució al coneixement del desenvolupament gonadal del musclo gallec conreat. Editor Universitat de Santiago de Compostel·la, Facultat de Biologia. 30 pàg. ISBN 8440419309, ISBN 9788440419309 (1988)